# Crown Jewel (2022)
Crown Jewel (2022) foi o quarto evento de luta profissional Crown Jewel em pay-per-view e transmissão ao vivo produzido pela WWE. Foi realizado para lutadores das divisões de marca Raw e SmackDown da promoção. O evento aconteceu no sábado, 5 de novembro de 2022, no Mrsool Park em Riad, Arábia Saudita; este foi o segundo Crown Jewel a ser realizado neste local após o evento inaugural de 2018, que foi realizado lá quando anteriormente era conhecido como Estádio Universitário King Saud; o estádio mudou seu nome para Mrsool Park em 2020. Foi o oitavo evento que a WWE realizará na Arábia Saudita sob uma parceria de 10 anos em apoio ao Saudi Vision 2030.
Oito lutas foram disputadas no evento. No evento principal, Roman Reigns derrotou Logan Paul para manter o Undisputed WWE Universal Championship, que também contou com a aparição do irmão de Logan Jake Paul. Em outras lutas importantes, Braun Strowman derrotou Omos, Damage CTRL (Dakota Kai e Iyo Sky) derrotou Alexa Bliss e Asuka para ganhar o Campeonato Feminino de Duplas, Bianca Belair derrotou Bayley em uma Luta Last Woman Standing para manter o Campeonato Feminino do Raw, e na luta de abertura, Brock Lesnar derrotou Bobby Lashley.

## Produção

### Introdução
No início de 2018, a promoção de luta profissional americana WWE iniciou uma parceria estratégica multiplataforma de 10 anos com a General Sports Authority em apoio ao Saudi Vision 2030, o programa de reforma social e econômica da Arábia Saudita. Crown Jewel foi então estabelecida no mesmo ano como um dos eventos recorrentes nesta parceria e realizada especificamente em Riad, capital da Arábia Saudita. Anunciado em 23 de maio de 2022, o evento de 2022 será o quarto evento na cronologia da Crown Jewel e o oitavo evento geral para a parceria da Arábia Saudita. O evento acontecerá no sábado, 5 de novembro de 2022, no Mrsool Park; isso marca o segundo Crown Jewel a ser realizada neste local após o evento inaugural de 2018, que foi realizado lá quando anteriormente era conhecido como Estádio da Universidade King Saud; o estádio mudou seu nome para Mrsool Park em 2020. O evento será transmitido em pay-per-view em todo o mundo e os serviços de transmissão ao vivo Peacock nos Estados Unidos e a WWE Network nos mercados internacionais e contará com lutadores das marcas Raw e SmackDown.

### Preocupações com ataques iranianos
Em 1 de novembro de 2022, o The Wall Street Journal informou que a Arábia Saudita pode estar sujeita a um ataque direcionado da Guarda Revolucionária Islâmica do Irã em meio aos protestos de Mahsa Amini que ocorrem simultaneamente. O artigo afirmava que os ataques foram planejados para "alvos no reino". Isso trouxe preocupação em relação ao Crown Jewel naquele próximo fim de semana. O PWInsider informou que a WWE estaria avançando com o evento e que a empresa tinha protocolos de segurança e contingências de emergência em vigor se algo acontecesse, mas esperava que não houvesse problemas. Em 2 de novembro, o Irã negou a alegação de ataque.

### Histórias
O evento incluirá lutas que resultam de histórias roteirizadas, onde os lutadores retratam heróis, vilões ou personagens menos distinguíveis em eventos roteirizados que criam tensão e culminam em uma luta ou série de lutas. Os resultados são predeterminados pelos escritores da WWE nas marcas Raw e SmackDown, enquanto as histórias são produzidas nos programas de televisão semanais da WWE, Monday Night Raw e Friday Night SmackDown.
Depois que Roman Reigns apareceu no podcast Impaulsive de Logan Paul, Paul então falou mal de Reigns que deixaria o set. Isso levou a uma troca de mídia social, resultando em Paul aparecendo no episódio de 16 de setembro do SmackDown, onde Paul confrontou The Bloodline para convidar Reigns para sua conferência de imprensa em Las Vegas no dia seguinte. Na conferência, Triple H anunciou que Reigns defenderia o Campeonato Indiscutível Universal da WWE contra Paul no evento principal do Crown Jewel, marcando apenas a terceira luta de Paul na WWE.
No episódio de 10 de outubro do Raw, The Judgment Day (Finn Bálor, Damian Priest, Dominik Mysterio e Rhea Ripley) chamou AJ Styles para se juntar ao grupo, já que Styles e Bálor costumavam ser companheiros de equipe. Styles aparentemente aceitou a oferta, no entanto, ele rejeitou e apresentou o retorno de Luke Gallows e Karl Anderson, marcando seu retorno à WWE depois de serem lançados em abril de 2020, reformando assim The O.C., e as duas equipes brigaram. Na semana seguinte, The Judgement Day confrontou The O.C. e os desafiou para uma luta de duplas de seis homens no Crown Jewel, que foi aceita.
No episódio do Raw de 10 de outubro, Bobby Lashley listou os nomes dos lutadores anteriores que ele derrotou, incluindo Brock Lesnar, que ele enfrentou apenas uma vez e derrotou no Royal Rumble em janeiro. Lesnar, em sua primeira aparição desde o SummerSlam em julho, então fez um retorno surpresa e atacou Lashley. Isso acabou custando a Lashley seu Campeonato dos Estados Unidos em uma defesa de título que ocorreu logo após o confronto. Depois disso, em um segmento de bastidores, Lashley desafiou Lesnar a enfrentá-lo no episódio da semana seguinte. Na semana seguinte, os dois brigaram que terminou depois que Lashley colocou Lesnar na mesa dos comentaristas. Mais tarde naquela noite, uma luta entre os dois foi anunciada para Crown Jewel.
No Extreme Rules, Karrion Kross derrotou Drew McIntyre em uma luta Strap depois que a esposa de Kross, Scarlett, incapacitou McIntyre com spray de pimenta. No episódio seguinte do SmackDown, Kross estava programado para competir em uma luta fatal four-way para determinar o desafiante número um para o Campeonato Intercontinental. No entanto, antes do SmackDown ir ao ar, Kross se envolveu em um acidente de carro (kayfabe) e foi atacado por McIntyre enquanto recebia ajuda, tornando-o incapaz de competir. Na semana seguinte, McIntyre anunciou que enfrentaria Kross em uma luta Steel Cage no Crown Jewel.
Durante a luta de Braun Strowman no episódio de 14 de outubro do SmackDown, Omos e seu empresário MVP da marca Raw apareceram no meio da multidão. Depois que Strowman venceu a partida, MVP explicou que eles discordaram da afirmação de Strowman de se chamar de "Monstro de todos os Monstros" e afirmou que Strowman pareceria de tamanho normal se ele ficasse ao lado de Omos. Na semana seguinte, Strowman chamou Omos para confrontá-lo. MVP saiu em vez disso e Strowman afirmou que queria desafiar Omos na Crown Jewel; MVP então aceitou em seu nome, no entanto, Omos então saiu e se elevou sobre Strowman antes de empurrá-lo para fora do ringue. A luta foi oficialmente confirmada no episódio de 24 de outubro do Raw.
No Extreme Rules, Bianca Belair derrotou Bayley em uma luta de escadas para manter o Campeonato Feminino do Raw. No Raw de 24 de outubro, Bayley derrotou Belair em uma luta sem o título, graças a uma distração de Nikki A.S.H., que retornou à sua personalidade anterior de Nikki Cross. Devido a isso, Bayley ganhou outra luta pelo título contra Belair, que foi agendada para Crown Jewel e estipulada como uma luta Last Woman Standing.
No episódio de 14 de outubro do SmackDown, Sheamus e Solo Sikoa competiram em uma luta fatal four-way por uma chance pelo Campeonato Intercontinental. Durante a luta, os companheiros de Sikoa Sami Zayn e Jey Uso do Bloodline interferiram em seu nome, com os companheiros de Sheamus, Ridge Holland e Butch do Brawling Brutes, vindo para salvar. Na semana seguinte, The Bloodline atacou e feriu Sheamus. Depois de derrotar Zayn e Sikoa no episódio de 28 de outubro, Holland e Butch ganharam uma luta contra The Usos (Jey Uso e Jimmy Uso) pelo Campeonato Indiscutível de Duplas da WWE no Crown Jewel.
Depois de estar ausente por algumas semanas devido a um ataque de Damage CTRL (Bayley, Dakota Kai e Iyo Sky), Alexa Bliss e Asuka retornaram no Raw de 31 de outubro. Naquela noite, eles desafiaram Sky e Kai para uma luta pelo Campeonato de Duplas Femininas da WWE e as derrotaram para ganhar o título. No dia seguinte, uma revanche do campeonato foi marcada para o Crown Jewel.
Durante o episódio de 31 de outubro de Raw, foi anunciado que Bray Wyatt faria uma aparição no Crown Jewel. Wyatt havia sido dispensado da WWE em julho de 2021 e retornou à empresa no Extreme Rules. Desde seu retorno, ele fez promoções enigmáticas sobre seu futuro, enquanto também era assombrado por uma figura de seu passado chamada Tio Howdy, que apareceu pela primeira vez no episódio de 28 de outubro do SmackDown.

## Evento
| Papel:                  | Nome:               |
| ----------------------- | ------------------- |
| Comentaristas em inglês | Michael Cole        |
| Comentaristas em inglês | Wade Barrett        |
| Comentaristas em arabe  | Faisal Al-Mughaisib |
| Comentaristas em arabe  | Jude Aldajani       |
| Anunciadora de ringue   | Mike Rome           |
| Árbitros                | Danilo Anfibio      |
| Árbitros                | Jessika Carr        |
| Árbitros                | Dan Engler          |
| Árbitros                | Daphne Lashaunn     |
| Árbitros                | Ryan Tran           |
| Pre-show                | Jackie Redmond      |
| Pre-show                | Matt Camp           |
| Pre-show                | Peter Rosenberg     |

### Lutas preliminares
O pay-per-view abriu com Bobby Lashley enfrentando Brock Lesnar. Lashley atacou Lesnar antes do início da luta, machucando o joelho de Lesnar. Depois que a luta começou oficialmente, Lashley continuou a mirar no joelho de Lesnar e o perfurou. Lesnar fez um leve retorno e executou um F-5 para um nearfall. Lashley colocou Lesnar no Hurt Lock. Lesnar usou o tensor para tentar empurrar e quebrar o controle, mas Lashley ainda segurou: no entanto, Lesnar caiu em cima de Lashley e apesar de Lashley ainda aplicar o Hurt Lock, os ombros de Lashley foram imobilizados e o árbitro contou o pino para Lesnar para ganhar. Após a luta, um irritado Lashley aplicou outro Hurt Lock em Lesnar.
Em seguida, Alexa Bliss e Asuka defenderam o Campeonato de Duplas Femininas da WWE contra Damage CTRL (Dakota Kai e Iyo Sky). Enquanto Bliss subia ao esticador superior para executar o Twisted Bliss em Kai, Nikki Cross atacou Bliss quando o árbitro foi distraído por Asuka e Sky, colocando Bliss em um neckbreaker torcido da corda superior. Kai então derrotou Bliss para ganhar o título para sua equipe pela segunda vez.
Depois disso, Drew McIntyre enfrentou Karrion Kross (acompanhado de Scarlett) em uma luta Steel Cage. Quando McIntyre se aproximou da porta da jaula para escapar, Scarlett trancou a porta, impedindo-o de fazê-lo. McIntyre começou a escalar a jaula para escapar, enquanto Scarlett rapidamente abria a porta para deixar Kross rastejar para fora. No entanto, McIntyre conseguiu escalar e escapar da gaiola antes que Kross pudesse sair pela porta, então McIntyre venceu.
Na quarta luta, The Judgment Day (Finn Bálor, Damian Priest e Dominik Mysterio, acompanhados por Rhea Ripley) enfrentaram The O.C. (AJ Styles, Luke Gallows e Karl Anderson). Styles foi para o antebraço fenomenal em Bálor, mas Ripley o puxou para baixo de cara no avental. Bálor realizou o Coup De Grâce em Styles para vencer a luta por pinfall.
A próxima luta viu Braun Strowman enfrentar Omos. Omos atacou Strowman, que estava no canto, mas Strowman se moveu. Apesar de Omos dominar a partida, Strowman conseguiu realizar um powerslam em Omos para vencer por pinfall.
Em seguida, The Usos (Jey Uso e Jimmy Uso) defenderam o Campeonato Indiscutível de Duplas da WWE contra The Brawling Brutes (Ridge Holland e Butch). No final, os Usos realizaram um 1D em Butch da corda superior para vencer.
Na penúltima luta, Bianca Belair defendeu o Campeonato Feminino do Raw contra Bayley em uma luta Last Woman Standing. Esta foi a primeira partida do campeonato feminino disputada na Arábia Saudita com uma estipulação. No meio do caminho, Bayley prendeu Belair em uma caixa de equipamentos, mas Belair conseguiu escapar antes da contagem de 10. Depois de atacar Bayley com armas no ringue, Belair prendeu Bayley entre uma escada e a prendeu abaixo do tensor. Bayley não conseguiu escapar antes da contagem de 10, então Belair manteve.
Pouco antes do evento principal, Bray Wyatt veio falar com os fãs. Ele disse que não gostava da pessoa que era (aparentemente se referindo à sua persona "Fiend") e queria reescrever sua história. Ele foi então interrompido pelo tio Howdy no TitanTron, que disse que Wyatt acabaria cedendo aos seus demônios internos.

### Evento principal
No evento principal, Roman Reigns (acompanhado de Paul Heyman) defendeu o Campeonato Indiscutível Universal da WWE contra Logan Paul. No meio da luta, The Usos (Jey Uso e Jimmy Uso) saíram para ajudar Reigns e atacaram os co-anfitriões "Impaulsive" de Logan, Mike Majlak e George Janko, que estavam sentados ao lado do ringue. O irmão de Logan, Jake Paul, saiu e derrotou os Usos. Solo Sikoa então saiu para enfrentar Jake, mas os Usos surgiram e Logan então derrotou os Usos. Depois que Logan voltou ao ringue, Reigns deu um soco de super-homem e um spear em Logan para manter seu campeonato.

## Após o evento
Após o evento, Logan Paul foi para a mídia social para revelar que ele havia sofrido uma ruptura no menisco, MCL e potencialmente seu LCA durante sua luta.

## Resultados
| Nº                                          | Resultados | Estipulações                                                  | Tempo |
| ------------------------------------------- | --- | ------------------------------------------------------------- | ----- |
| 1                                           | Brock Lesnar derrotou Bobby Lashley | Luta individual                                               | 6:00  |
| 2                                           | Damage CTRL (Dakota Kai e Iyo Sky) derrotaram Alexa Bliss e Asuka (c)                                                                           | Luta de Duplas pelo Campeonato Feminino de Duplas             | 12:50 |
| 3                                           | Drew McIntyre derrotou Karrion Kross (com Scarlett)                                                                                             | Luta Steel Cage                                               | 13:00 |
| 4                                           | The Judgment Day (Finn Bálor, Damian Priest e Dominik Mysterio) (com Rhea Ripley) derrotaram The O.C. (AJ Styles, Karl Anderson e Luke Gallows) | Luta Six-man tag team                                         | 14:00 |
| 5                                           | Braun Strowman derrotou Omos | Luta individual                                               | 7:30  |
| 6                                           | The Usos (Jey Uso e Jimmy Uso) (c) derrotaram The Brawling Brutes (Ridge Holland e Butch)                                                       | Luta de Duplas pelo Campeonato Indiscutível de Duplas da WWE  | 10:45 |
| 7                                           | Bianca Belair (c) derrotou Bayley | Luta Last Woman Standing pelo Campeonato Feminino do Raw      | 20:20 |
| 8                                           | Roman Reigns (c) (com Paul Heyman) derrotou Logan Paul                                                                                          | Luta individual pelo Campeonato Indiscutível Universal da WWE | 24:50 |
| (c) – Refere-se aos campeões antes da luta. | |                                                               |       |